# Aiko Mimasu
Aiko Mimasu (三益愛子, Mimasu Aiko), née à Osaka (Japon) le 2 novembre 1910 et morte le 18 janvier 1982, est une actrice japonaise.

## Biographie
Aiko Mimasu s'est mariée avec le romancier, dramaturge et scénariste Matsutarō Kawaguchi.
Elle tourne dans plus de cent films entre 1934 et 1981.

## Filmographie partielle

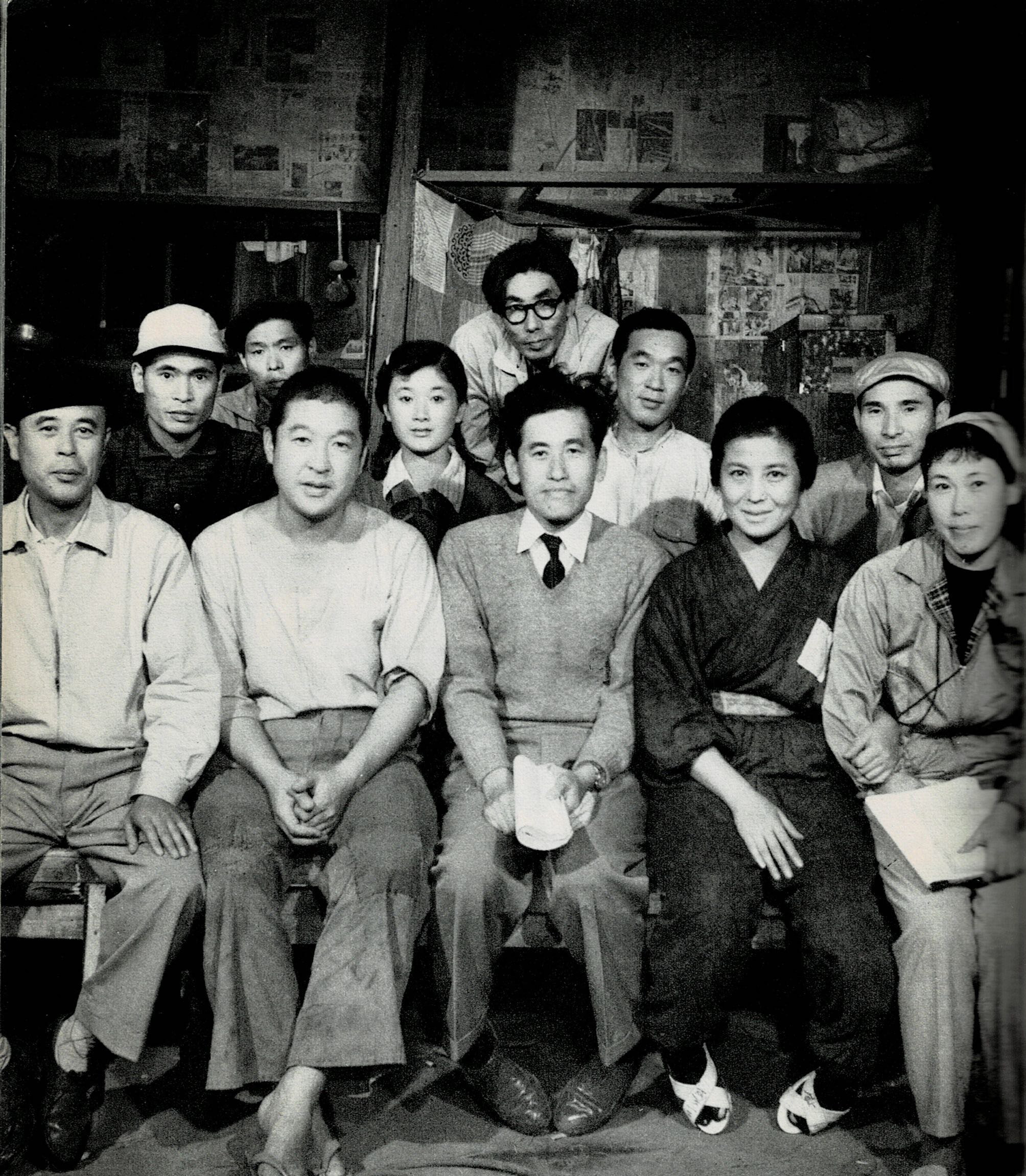
Équipe de tournage de Hadaka no taishō (1958). Au premier rang : Asakazu Nakai, Keiju Kobayashi, Hiromichi Horikawa et Aiko Mimasu.

### Au cinéma

#### Années 1930
- 1935 : Rajio no joō (ラヂオの女王?) de Shigeo Yagura
- 1936 : Utau yajikita (歌ふ弥次喜多?) de Kei Okada et Osamu Fushimizu
- 1937 : Harikiri Boy (ハリキリ・ボーイ, Harikiri bōi?) de Toshio Ōtani
- 1937 : Livre de lecture de la femme japonaise (日本女性読本, Nihon josei dokuhon?) de Kajirō Yamamoto, Sotoji Kimura et Toshio Ōtani
- 1939 : Les 47 rōnin I (忠臣蔵 前篇, Chūshingura: Zenpen?) d'Eisuke Takizawa
- 1939 : Les 47 rōnin II (忠臣蔵 後篇, Chūshingura : Kōhen?) de Kajirō Yamamoto

#### Années 1940
- 1940 : Le Singe-pèlerin (エノケンの孫悟空, Enoken no songokū?) de Kajirō Yamamoto : Yoyo
- 1941 : Enoken. Torazō no Shunpū senri (エノケン・虎造の春風千里?) de Tamizō Ishida
- 1942 : Généalogie d'une femme I (婦系図, Onna keizu?) de Masahiro Makino
- 1942 : Généalogie d'une femme II (続婦系図, Zoku onna keizu?) de Masahiro Makino
- 1948 : Haha (母?) d'Eiichi Koishi (ja) : Omaki
- 1949 : Haha koi boshi (母恋星?) de Kimiyoshi Yasuda
- 1949 : Nagareru hoshi wa ikiteiru (流れる星は生きている?) d'Eiichi Koishi (ja) : Keiko Fujimura
- 1949 : Haha tōdai (母燈台?) de Seiji Hisamatsu

#### Années 1950
- 1951 : Kyūjō hiroba (宮城広場?) de Seiji Hisamatsu
- 1952 : Haha yamabiko (母山彦?) de Shigeo Tanaka
- 1952 : Hahakoduru (母子鶴?)  d'Eiichi Koishi (ja) : Nobuko Tsuji
- 1952 : Futatsu no shojo sen (二つの処女線?) de Seiji Hisamatsu
- 1953 : Haha no hitomi (母の瞳?) de Kimiyoshi Yasuda
- 1953 : Sōri daijin no rabureta (総理大臣の恋文?) de Torajirō Saitō
- 1953 : Yoru no owari (夜の終り?) de Senkichi Taniguchi : Sayoko
- 1953 : Koshō musuko (胡椒息子?) de Kōji Shima
- 1953 : Kurohyō (黒豹?) de Shigeo Tanaka
- 1954 : Rakugo nagaya wa hanazakari (落語長屋は花ざかり?) de Nobuo Aoyagi
- 1954 : Date sōdō: Haha goten (伊達騒動 母御殿?) de Kimiyoshi Yasuda
- 1954 : Haha Chigusa (母千草?) de Shigeyoshi Suzuki
- 1955 : Combien de fois, les roses (薔薇はいくたびか, Bara ikutabika?) de Teinosuke Kinugasa : Yoshie Kiryū
- 1955 : Haha no kyoku (母の曲?)  d'Eiichi Koishi (ja) : Haruko Hatano
- 1955 : Gojū en yokochō (五十円横町?) de Kōzō Saeki
- 1955 : Hahabue kobue (母笛子笛?) de Kazuhiko Saimura : Taki, la mère
- 1955 : Haha futari (母ふたり?) de Hiromasa Nomura
- 1956 : La Rue de la honte (赤線地帯, Akasen chitai?) de Kenji Mizoguchi : Yumeko
- 1956 : Les Enfants qui ont besoin d'une mère (母を求める子等, Haha o motomeru kora?) de Hiroshi Shimizu : Aki Yamamoto
- 1956 : Studio wa ōsawagi (スタジオは大騒ぎ?) de Hiroshi Mizuno (ja)
- 1956 : Tsukigata Hanpeita (月形半平太 花の巻 嵐の巻, Tsukigata Hanpeita: Hana no maki arashi no maki?) de Teinosuke Kinugasa : Ai
- 1956 : L'Histoire de Heike - Shizuka et Yoshitsune (新平家物語 静と義経, Shin Heike monogatari: Shizuka to Yoshitsune?) de Kōji Shima
- 1956 : Haha shirayuki (母白雪?) de Kimiyoshi Yasuda
- 1956 : Kimi o aisu (君を愛す?) de Shigeo Tanaka
- 1957 : Studio wa ten'yawan'ya (スタジオはてんやわんや?) de Nobuhiko Hamano
- 1957 : Une histoire d'Osaka (大阪物語, Osaka monogatari?) de Kōzaburō Yoshimura
- 1957 : Le Roman de Genji - Ukifune (源氏物語 浮舟, Genji monogatari: Ukifune?) de Teinosuke Kinugasa : Chūjō
- 1957 : Les Baisers (くちづけ, Kuchizuke?) de Yasuzō Masumura : Ryoko Uno
- 1958 : Haha (母?) de Shigeo Tanaka : Kiyo Yuasa
- 1958 : La Vengeance des loyaux serviteurs (忠臣蔵, Chūshingura?) de Kunio Watanabe : Notsubone Toda
- 1958 : Fūryū onsen nikki (風流温泉日記?) de Shūe Matsubayashi
- 1958 : Le  Cheminement d'une mère (母の旅路, Haha no tabiji?) de Hiroshi Shimizu : Kyōko Sasai
- 1958 : Hadaka no taishō (裸の大将?) de Hiromichi Horikawa : la mère de Kiyoshi
- 1959 : Contes fantastiques de Yotsuya (四谷怪談, Yotsuya kaidan?) de Kenji Misumi

#### Années 1960
- 1960 : Tempête sur le Pacifique (ハワイ・ミッドウェイ大海空戦 太平洋の嵐, Hawai Middouei daikaikusen: Taiheiyo no arashi?) de Shūe Matsubayashi
- 1960 : Filles, épouses et une mère (娘・妻・母, Musume tsuma haha?) de Mikio Naruse : Aki Sakanishi
- 1960 : Courant du soir (夜の流れ, Yoru no nagare?) de Mikio Naruse et Yūzō Kawashima
- 1960 : Gametsui yatsu (がめつい奴?) de Yasuki Chiba
- 1960 : Sazae-san to epuron obasan (サザエさんとエプロンおばさん?) de Nobuo Aoyagi
- 1961 : Ginzakko monogatari (銀座っ子物語?) d'Umetsugu Inoue : Kiku Takarai
- 1961 : Fuku no kami: Sazae-san ikka (福の神 サザエさん一家?) de Nobuo Aoyagi
- 1961 : Onna kazoku (女家族?) de Seiji Hisamatsu
- 1962 : La Place de la femme (女の座, Onna no za?) de Mikio Naruse : Matsuyo Tamura
- 1962 : Sous une multitude d'étoiles (如何なる星の下に, Ikanaru hoshi no moto ni?) de Shirō Toyoda : Omasa
- 1962 : Kyōko no hatsukoi: Hachijūhachiya no tsuki (京子の初恋 八十八夜の月?) de Hirokazu Ichimura (ja)
- 1963 : Dobuike (丼池?) de Seiji Hisamatsu
- 1964 : Une femme dans la tourmente (乱れる, Midareru?) de Mikio Naruse : Shizu Morita
- 1964 : Kuruwa sodachi (廓育ち?) de Jun'ya Satō : Osen
- 1965 : Koko kara hajimaru (こゝから始まる?) de Takashi Tsuboshima (ja)
- 1967 : Hi no ataru sakamichi (陽のあたる坂道?) de Katsumi Nishikawa
- 1967 : Sasaki Kojirō (佐々木小次郎?) de Hiroshi Inagaki
- 1967 : Ā dōki no sakura (あゝ同期の桜?) de Sadao Nakajima : Sadako Shiratori
- 1967 : Hitozuma tsubaki (人妻椿?) de Hirokazu Ichimura (ja)
- 1968 : Ningen gyorai: Ā kaiten tokubetsu kōgeki-tai (人間魚雷 あゝ回天特別攻撃隊?) de Shigehiro Ozawa
- 1968 : Le Soleil de Kurobe (黒部の太陽, Kurobe no taiyō?) de Kei Kumai
- 1968 : Kyōdai jingi: Gyakuen no sakazuki (兄弟仁義 逆縁の盃?) de Norifumi Suzuki
- 1968 : Un voyou (ごろつき, Gorotsuki?) de Masahiro Makino
- 1968 : Ōoku emaki (大奥絵巻?) de Kōsaku Yamashita : Matsushima no tsubone
- 1969 : Nihon ansatsu hiroku (日本暗殺秘録?) de Sadao Nakajima

#### Années 1970 et 1980
- 1971 : Onna toseinin: Ota no mōshimasu (女渡世人 おたの申します?) de Kōsaku Yamashita
- 1973 : Mamushi no kyōdai: musho gurashi yonen-han (まむしの兄弟 刑務所暮し四年半?) de Kōsaku Yamashita
- 1973 : Gendai ninkyō shi (現代任侠史?) de Teruo Ishii : Yone
- 1974 : Trois Vieilles Dames (三婆, Sanbaba?) de Noboru Nakamura : Matsuko Takeichi
- 1976 : Yokohama ankokugai: Mashingan no ryū (横浜暗黒街 マシンガンの竜?) d'Akihisa Okamoto
- 1981 : Kodomo no koro senso ga atta (子どものころから戦争があった?) de Sadao Saitō : Miyo Nomoto

## Récompenses et distinctions
- 1976 : Médaille au ruban pourpre